# جغرافیای مالاوی

موقعیت مالاوی در جنوب قاره آفریقا.

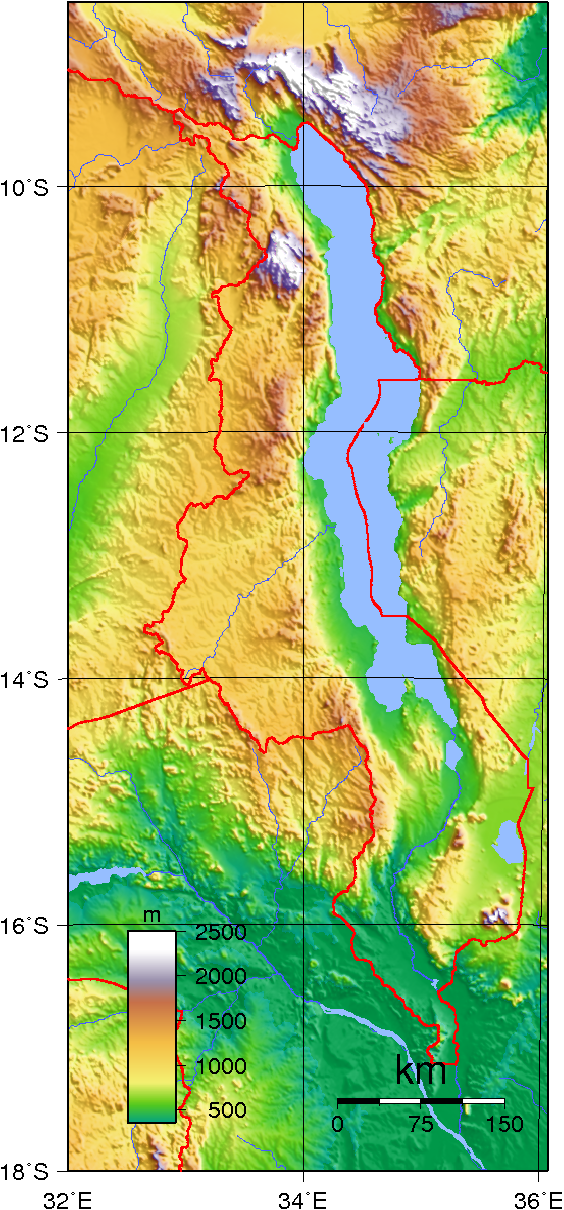
نقشه ناهواری‌های مالاوی.

مالاوی یک کشور محصور در خشکی در جنوب شرقی آفریقا است که بین عرض‌های جغرافیایی ۹ و ۱۸ درجه جنوبی و طول‌های جغرافیایی ۳۲ و ۳۶ درجه شرقی واقع شده‌است.
مالاوی یک نوار زمینی باریک را بین زامبیا و موزامبیک اشغال می‌کند و در جنوب، در امتداد دره رودخانه شایر به داخل موزامبیک ادامه می‌یابد. در شمال و شمال شرق نیز با تانزانیا مرز مشترک دارد. مالاوی از شمال به جنوب حدود ۸۴۰ کیلومتر امتداد دارد و عرض آن از ۱۰ تا ۱۶۰ کیلومتر متغیر است.
آب و هوای مالاوی در مناطق کم‌ارتفاع در جنوب کشور گرم و در ارتفاعات شمالی معتدل است. مالاوی از طریق راه‌آهن به بندرهای ناکالا و بیرا در موزامبیک متصل می‌شود.
دره کافتی بزرگ از شمال به جنوب این کشور را طی می‌کند. دریاچه مالاوی (دریاچه نیاسا) در دره این شکاف بزرگ زمینی قرار دارد و بیش از سه چهارم مرز شرقی مالاوی را تشکیل می‌دهد. دریاچه مالاوی، بیش از یک پنجم مساحت کل کشور را تشکیل می‌دهد. کناره دریاچه مالاوی مملو از مرداب و تالاب است. دریاچه مالاوی، دوازدهمین دریاچه بزرگ آب شیرین در جهان است.
رودخانه شایر از انتهای جنوبی دریاچه به پایین دره کافتی می‌رود تا در جنوب به رودخانه زامبزی در موزامبیک بپیوندد. فلات و کوه‌ها در شرق و غرب دره کافتی واقع شده‌اند. فلات نییکا در غرب دریاچه مالاوی در شمال این کشور واقع شده‌است.
بلندی‌های شایر در جنوب مالاوی، شرق دره کافتی و رودخانه شایر و جنوب دریاچه مالاوی قرار دارند. در این بلندی‌ها، کوه‌های زومبا (۲٬۱۳۴ متر) و مولانجه جا گرفته‌اند. بلندترین نقطه مالاوی قله ساپیتوا است که در کوهستان مولانجه واقع شده و ۳۰۰۲ متر ارتفاع دارد.
مالاوی دارای دو مکان ثبت‌شده در فهرست میراث جهانی یونسکو است. پارک ملی دریاچه مالاوی اولین بار در سال ۱۹۸۴ و منطقه هنر صحره‌ای چونگونی در سال ۲۰۰۶ فهرست شد. بیشتر مردم مالاوی به امور کشاورزی و معیشتی مشغول هستند.
پایتخت این کشور شهر لیلونگوه با ۶۴۶ هزار نفر می‌باشد. مساحت مالاوی ۱۱۸٫۴۸۴ کیلومتر مربع و جمعیت آن حدود ۱۹ میلیون نفر می‌باشد. مالاوی از کوچک‌ترین کشورهای آفریقا است.
شهر بلانتایر پایتخت تجاری مالاوی است که در حدود ۳۵۰ کیلومتری جنوب شهر لیلنگوه پایتخت سیاسی این کشور قرار دارد.

## آب‌وهوا
آب و هوای مالاوی به‌طور کلی گرمسیری است. در بخشی از کشور، ارتفاعات آب و هوای استوایی را تعدیل می‌کند. بین ماه‌های نوامبر و آوریل دمای هوا بالا و با باران‌های استوایی و رعد و برق همراه است، در اواخر ماه مارس توفان‌ها به اوج خود می‌رسند. پس از ماه مارس، بارندگی به سرعت کاهش می‌یابد و از ماه مه تا سپتامبر مه‌های پرآب از بلندی‌ها به داخل فلات‌ها شناور می‌شوند، در این ماه‌ها تقریباً هیچ بارندگی رخ نمی‌دهد.
از سپتامبر تا آوریل در امتداد دریاچه و در پایین دره شایر گرم و مرطوب است و حداکثر دمای روز در آن بین حدود ۲۷ تا ۲۹ درجه سانتی‌گراد قرار دارد. لیلونگوه نیز در این ماه‌ها گرم و مرطوب است، البته بسیار کمتر از جنوب. بقیه کشور در آن ماه‌ها گرم است، با حداکثر دمای روز در حدود ۲۵ درجه سانتی‌گراد.
از ژوئن تا اوت، پیرامون دریاچه و جنوب کشور دمای روزانه دلپذیر حدود ۲۳ درجه سانتی‌گراد دارند، اما بقیه مالاوی می‌تواند شب‌ها سرد باشد، با دماهایی بین ۱۰–۱۴ درجه سانتی‌گراد. مناطق با ارتفاع زیاد مانند مولانجه و نییکا اغلب طی ماه‌های ژوئن و ژوئیه در شب سردند (حدود ۶–۸ درجه سانتی‌گراد). کارونگا در شمال دور، با حداکثر دمای روز در حدود ۲۵ تا ۲۶ درجه سانتی‌گراد، در تمام طول سال تغییرات کمی در دما نشان می‌دهد. این منطقه هرساله در ماهی‌های آوریل و مه به دلیل وزش شدیدتر باد در امتداد دریاچه مالاوی مرطوب‌ترین دوره خود در سال را تجربه می‌کند.

## نگاره‌ها

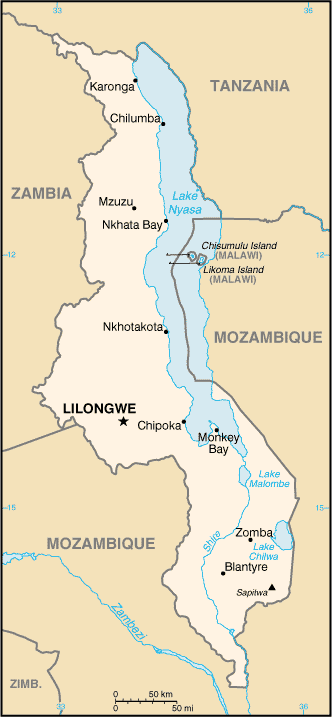
نقشه سیاسی مالاوی.
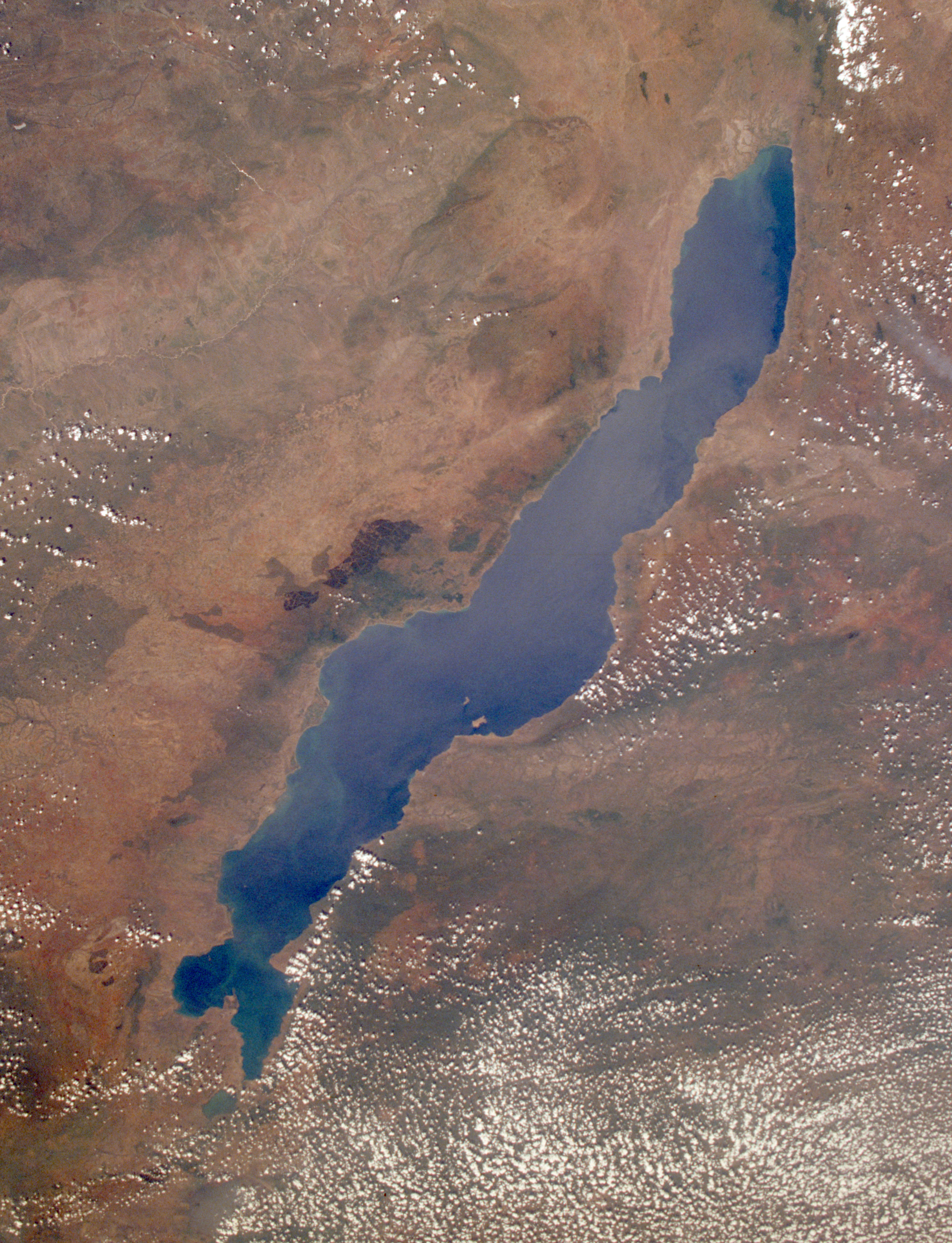
دید ماهواره‌ای از دریاچه مالاوی.
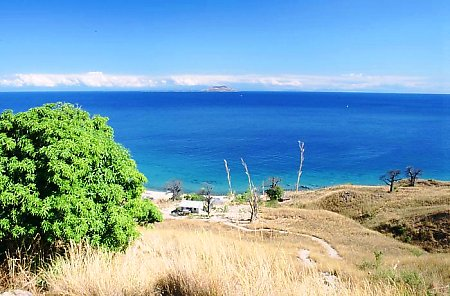
دید دریاچه مالاوی از جزیره لیکوما.
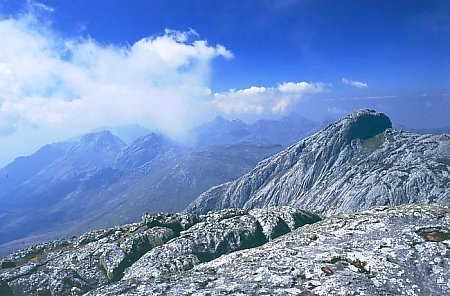
قله ساپیتوا در کوهستان مولانجه.
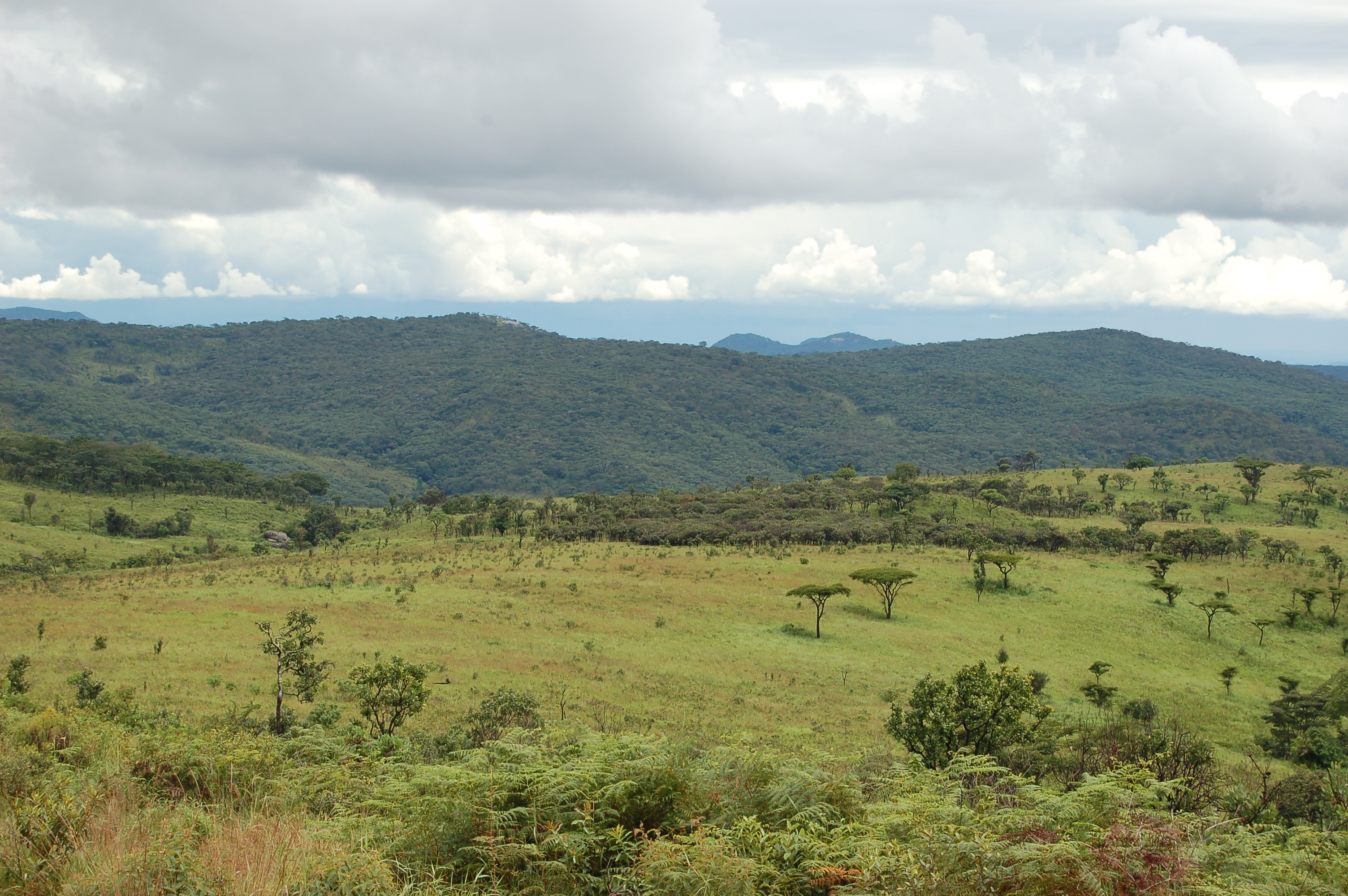
پارک ملی نییکا.